# Фрэнкс, Доббс
Доббс Фрэнкс (англ. Dobbs Franks; род. 2 декабря 1933, Биби, округ Уайт, штат Арканзас) — американский дирижёр.

## Биография
Окончил с отличием отделение музыки Хендрикс-колледжа в Конуэе, затем в 1954—1956 гг. учился в Джульярдской школе. Затем до 1965 года работал преимущественно как пианист и ассистент дирижёра в крупных гастрольных турах с операми и мюзиклами («Порги и Бесс», «Вестсайдская история»). В 1961—1962 гг. преподавал в Манхэттенской музыкальной школе.
С 1965 г. делил своё время между США и Австралией и Новой Зеландией, дебютировав в 1965 году как музыкальный руководитель Новозеландской оперы. В середине 1970-х гг. был музыкальным руководителем фестиваля искусств в Крайстчёрче, в 1979—1983 гг. музыкальный руководитель Австралийского балета, в этот же период выступал как приглашённый дирижёр с оркестрами Пекина и Шанхая. В 1989—1991 гг. главный дирижёр Тасманийского симфонического оркестра, во главе которого провёл, в частности, гастроли в Индонезии и Южной Корее. На протяжении 1970-90-х гг. дирижировал многими гастрольными турне — в частности, мюзиклом «Юг Тихого океана» (1993—1995) в Австралии, Таиланде и Гонконге (более 300 представлений). В 2003 г. дирижировал премьерой балета Джеймса Леджера «Грехопадение». В 2004—2007 гг. музыкальный руководитель Западно-Австралийского балета.
Записал оперу Гилберта и Салливана «Гондольеры» (1989, Австралийская опера, DVD).
Выступал также как пианист, особенно часто в дуэте со своей второй женой, скрипачкой Рут Пёрл.